# Дженифър Лий Каръл
Дженифър Лий Каръл (на английски: Jennifer Lee Carrell) е американска журналистка, сценаристка и писателка на произведения в жанра исторически трилър, исторически роман и документалистика.

## Биография и творчество
Дженифър Лий Каръл е родена на 25 март 1962 г. във Вашингтон, САЩ. Прекара кратък период от детството си в Лонг Бийч, Калифорния, преди да се премести със семейството си в родния град на баща си, Тусон, Аризона.
Получава през 1984 г. бакалавърска степен по английска филология и творческо писане от Станфордския университет, магистърска степен по ранна английска филология през 1988 г. от Оксфордския университет и през 1994 г. получава докторска степен по английска и американска филология от Харвардския университет.
След дипломирането си, в периода 1994 – 1998 г. работи като лектор по средновековна и ренесансова история и литература, както и води различни курсове по творчеството на Шекспир, художествена литература и писане на изложение, както и режисира пиеси на Шекспир за театрална компания „Хиперион“. В периода 1998 – 2001 г. работи като журналист на свободна практика за списание „Смитсониън“ на Смитсонов институт. В периода 1999 – 2001 г. е репортер към „Аризона Дейли Стар“ и пише като колумнист критика за сценичните изкуства – класическа музика, опера и танци, театрални постановки и филми
Първата ѝ документална историческа книга „The Speckled Monster“ (Пъстрото чудовище) е издадена през 2003 г. и е за борбата с едрата шарка в началото на осемнадесети век от двама родители, които черпят опит от африканските роби и източните лекари за това, 140 години преди откритието на Луи Пастьор за микробите. Тя е определена от „Barnes & Noble“ като книга на новите големи писатели.
От 2004 г. пише сценарии за филми и театрални постановки.
Първият ѝ роман „Зарито с костите“ от поредицата „Кейт Стенли“ е издаден през 2007 г. Загадъчно убийство е разследвано от млада шекспироведка, която търси улики свързани с изгубената през ХVІІІ век пиеса на Шекспир „Карденио“, а проучванията ѝ преминават от Лондон през Аризона и Ню Мексико до Харвард в Бостън, Испания и родния град на Шекспир Стратфорд на Ейвън. Романът става бестселър в списъка на „The Sunday Times“ и я прави известна.
Дженифър Лий Каръл живее със семейството си в Тусон.

## Произведения

### Серия „Кейт Стенли“ (Kate Stanley)
1. Interred with Their Bones (2007) – издаден и като „The Shakespeare Secret“
Зарито с костите, изд.: „Сиела“, София (2010), прев. Йордан Костурков
2. Haunt Me Still (2009) – издаден и като „The Shakespeare Curse“

### Документалистика
- The Speckled Monster: A Historical Tale of Battling Smallpox (2003)